# 제58회 미국 작가 조합상
제58회 미국 작가 조합상은 2005년 뛰어난 활동을 보인 영화 작가를 기리기 위해 2006년 2월에 열린 시상식이다. [서부]LA, 할리우드 팔라듐 /[동부]뉴욕, Waldorf=Astoria에서 개최되었다.

## 수상 및 후보

### 각본상
- 크래쉬 - 폴 해기스 외 1명 수상

### 각색상
- 브로크백 마운틴 - 래리 맥머티 외 2명 수상